# Jessicah Schipper
Jessicah Lee Schipper (Brisbane, 19 de novembro de 1986) é uma nadadora australiana, ganhadora de duas medalhas de ouro em Jogos Olímpicos.
Schipper fez sua estreia na equipe da Austrália em 2003 no Campeonato Mundial, em Barcelona, conquistando a medalha de bronze como parte do 4x100 metros medley.
Em 2004 ela concorreu nas Olimpíadas de Atenas e obteve a quarta colocação nos 100 metros borboleta com o tempo de 58s22. Ela também obteve o ouro com a equipe dos 4x100 m medley.
No Campeonato Mundial de 2005 em Montreal ela ganhou a medalha de prata nos 200 metros borboleta com o tempo de 2m05s65, apenas 0,04 segundo atrás de Otylia Jędrzejczak da Polónia, que registrou um novo recorde mundial no evento. No entanto, a prova ficou marcada pelo replay em vídeo mostrando que Jędrzejczak tocou a parede com apenas uma mão, o que é ilegal nas regras do nado borboleta. Repetições não podiam ser utilizadas para recorrer contra o resultado. Schipper também ganhou o ouro nos 100 metros borboleta (57s23) e no 4x100 m medley, com as companheiras Sophie Edington, Leisel Jones e Libby Lenton. Ao fazê-lo, ela obteve os recordes australianos dos 100 m e 200 m borboleta de Petria Thomas e Susie O'Neill, respectivamente.
Em 2006 Schipper ficou a 0,08s de seu recorde dos 100m borboleta (57s15) nos Jogos da Commonwealth, tornando-se a segunda mulher mais rápida na história do evento, superando Martina Moravcová.
Ela ganhou a medalha de ouro em ambos os 100 m e 200 m borboleta, assim como a medalha de prata nos 50 m borboleta nos Jogos da Commonwealth de 2006, realizados em Melbourne. Ela juntamente com Sophie Edington, Leisel Jones e Libby Lenton estabeleceram um novo recorde mundial no 4x100 m medley, obtendo a sua terceira medalha de ouro.
Em 17 de agosto de 2006, estabeleceu um novo recorde mundial nos 200 m borboleta feminino, na noite de abertura do Campeonato Pan-Pacífico de 2006. Schipper venceu a final em 2m0s40, melhorando a marca de 2m05s61 de Otylia Jędrzejczak no Campeonato Mundial de 2005.
Schipper ganhou a medalha de ouro nos 200 m borboleta no Mundial de 2007 em Melbourne, bem como a medalha de prata nos 100 m borboleta, atrás da compatriota Libby Lenton.
Ela foi premiada com a Medalha da Ordem da Austrália, em janeiro de 2005 por seus serviços.
Schipper qualificou-se para os 100 m e 200 m borboleta nos Jogos Olímpicos de Pequim em 2008, onde era favorita para as medalhas. E como um membro do 4x100 m medley. Ganhou duas medalhas de bronze nas provas individuais em Pequim, nos 100 m e nos 200 m borboleta. Schipper também ganhou a medalha de ouro no 4x100 m medley com Leisel Jones, Libby Trickett e Emily Seebohm.